# Ле-Валь (Ду)
Ле-Валь (фр. Le Val) — муніципалітет у Франції, у регіоні Бургундія-Франш-Конте, департамент Ду. Ле-Валь утворено 1 січня 2017 року шляхом злиття муніципалітетів Монфор i Пуентвілле. Адміністративним центром муніципалітету є Пуентвілле. Населення — 241 особа (01.01.2021).